# Véraza-Gruppe

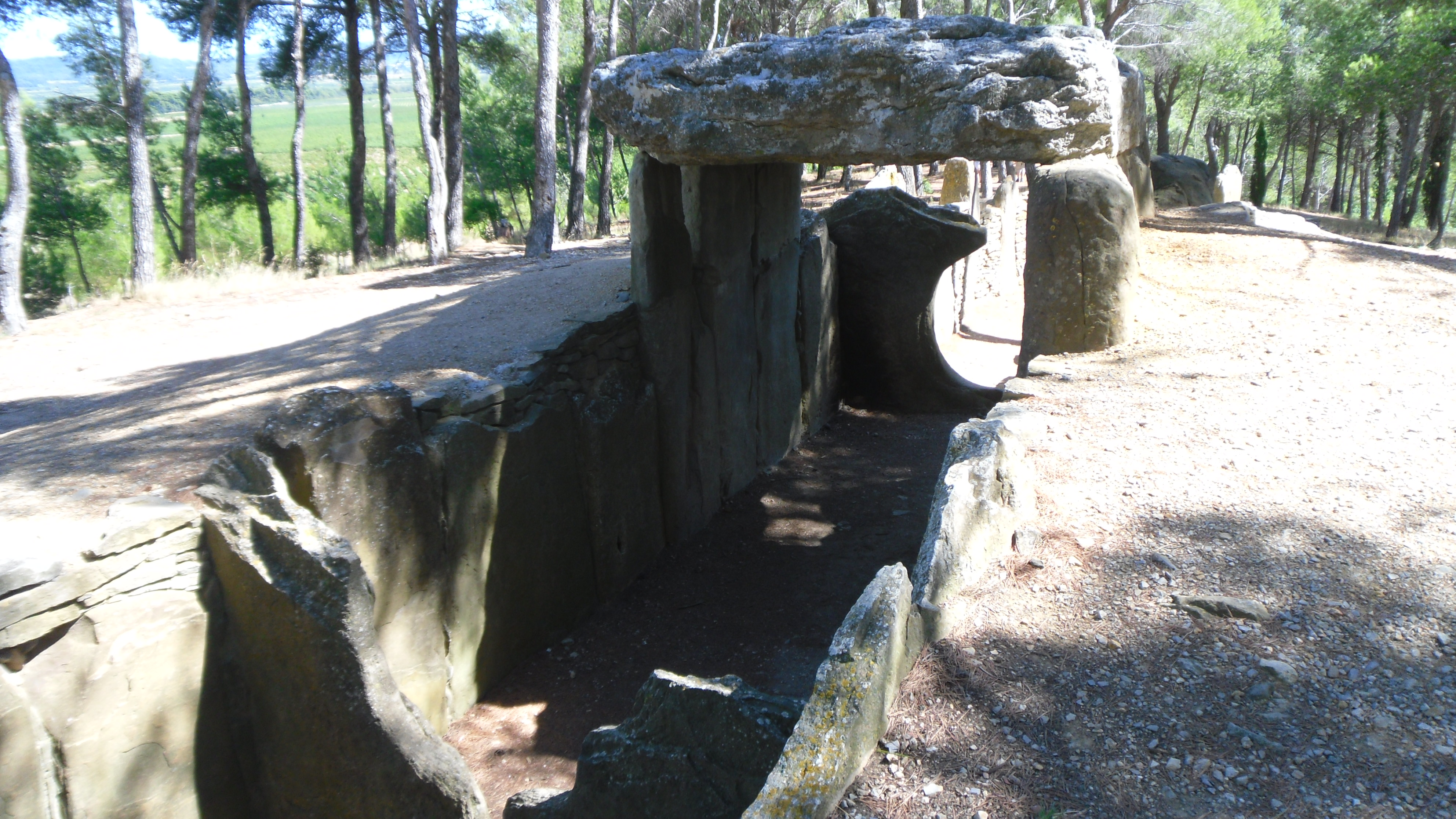
Der Dolmen Lo Morrel dos Fados wurde von den Trägern der Véraza-Gruppe erbaut

Die Véraza-Gruppe ist eine westeuropäische Kultur-Gruppe der ausgehenden Jungsteinzeit, die sich zwischen 3500 und 2000 v. Chr. in Katalonien und in der südfranzösischen Region Okzitanien etabliert hatte.

## Etymologie
Der eponyme Fundort der Véraza-Gruppe sind die Höhlen von Lavalet bei Véraza im Département Aude, die von Jean Guilaine ausgegraben wurden.

## Megalithbauten
Die Menschen der Véraza-Gruppe haben in ihrem Siedlungsgebiet zahlreiche Megalithgräber errichtet. Erwähnenswert sind insbesondere der Dolmen Lo Morrel dos Fados bei Pépieux und die Nekropole von La Clape, beide im Département Aude.

## Siedlungen
Keramik der Véraza-Gruppe stammt unter anderem aus einem Abri bei Berguedá.
Archäologen des Inrap konnten im Jahr 2008 Gebäudereste der Véraza-Gruppe bei Montredon in der Nähe von Carcassonne zu Tage fördern.